# Фрайс, Лесли Джордж
Лесли Джордж Фрайс (англ. Leslie George Frise, род. 1897 — 1979 ) — британский авиаконструктор, изобретатель, главный конструктор Bristol Aeroplane Company (1938—1944) и Persival Hunting (c 1946), автор проекта Bristol Beaufighter.

## Биография
Выпускник Университета Бристоля, в 1916 Фрайс поступил конструктором в Bristol Aeroplane Company под начало главного конструктора Фрэнка Барнвелла. В том же году участвовал в доводке и подготовке серийного выпуска Bristol F.2 (выпущено 5 329 машин). В 1926—1927 Фрайс в команде Барнвелла проектировал истребитель Bristol Bulldog, выпущенный крупной для 1920-х годов серией в 443 машины. В 1934 Фрайс запатентовал конструкцию элерона, которая в англоязычной литературе получила своё имя — элерон Фрайса (Frise Aileron). В последующем, Фрайс патентовал бортовое вооружение, средства спасения экипажа на воде и многое другое.
После гибели Барнвелла 2 августа 1938 года Фрайс стал генеральным конструктором Bristol. Он завершил начатое Барнвеллом проектирование Bristol Beaufort и выступил с предложением постройки тяжёлого истребителя на базе Beaufort. Построенный в инициативном порядке Bristol Beaufighter, выполнивший первый полёт в июле 1939, оказался удачнее своего прародителя — всего было выпущено 5928 машин (включая ночные истребители и торпедоносцы). Имя Фрайса как автора «Бофайтера» широко использовалось пропагандой военных лет.
В 1941 Фрайс по заданию министерства авиации разработал предложение на проектирование 100-тонного стратегического бомбардировщика. Этот задел был использован в 1943, когда Фрайс и его команда перешли на проект сверхтяжёлого пассажирского самолёта, планировавшегося к выпуску после войны — будущего Bristol Brabazon. Фрайсу принадлежит авторство как концепции самолёта, так и его важнейших узлов; на имя Фрайса оформлены патенты, касающиеся конструкций фюзеляжа и сдвоенных моторов «Брабазона».
Однако в 1946, в разгар проектирования «Брабазона», возведённого пропагандой на роль «локомотива национальной экономики», Фрайс покинул Bristol и перешёл главным конструктором в Hunting Percival (с 1957 Hunting Aircraft). В Hunting Aircraft авторству Фрайса принадлежат учебные поршневые Percival Prince, Percival Provost и реактивный Percival Jet Provost. Заместитель Фрайса, Арчибальд Расселл, остался на Bristol и в будущем стал главным конструктором «Конкорда».